# 美国司法统计局
美国司法统计局（英語：United States Bureau of Justice Statistics，简称BJS），是美国联邦政府机构，隶属于美国司法部。该局成立于1979年12月27日，负责收集、分析并发布有关美国犯罪情况的数据。该局在其网站上所公布的数据汇总了大约5万个组成美国司法系统机构的资料。

## 延伸阅读
- Bessette, Joseph M. "The Injustice Department" （页面存档备份，存于）, The Weekly Standard (Volume 011, Issue 05), October 17, 2005.
- Lichtblau, Eric. "Profiling Report Leads to a Demotion" （页面存档备份，存于）. The New York Times, August 24, 2005.